# Faggete di Monte Raschio e Oriolo
Faggete di Monte Raschio e Oriolo este o arie protejată (arie specială de conservare — SAC, sit de importanță comunitară — SCI) din Italia întinsă pe o suprafață de 712 ha, integral pe uscat.

## Localizare
Centrul sitului Faggete di Monte Raschio e Oriolo este situat la coordonatele 42°11′03″N 12°10′43″E / 42.1842°N 12.1786°E.

## Înființare
Situl Faggete di Monte Raschio e Oriolo a fost declarat sit de importanță comunitară în iunie 1995 pentru a proteja 6 specii de animale. Situl a fost protejat și ca arie specială de conservare în decembrie 2016.

## Biodiversitate
Situată în ecoregiunea mediteraneană, aria protejată conține 2 habitate naturale: Păduri de fag din Apenini cu Taxus și Ilex, Păduri de Castanea sativa.
La baza desemnării sitului se află mai multe specii protejate:
- mamifere (2): liliac cârn (Barbastella barbastellus), lupul (Canis lupus)
- nevertebrate (2): croitorul mare al stejarului (Cerambyx cerdo), Rosalia alpina
- reptile (2): șarpele cu patru dungi (Elaphe quatuorlineata), țestoasă bănățeană (Testudo hermanni)

Pe lângă speciile protejate, pe teritoriul sitului au mai fost identificate 6 specii de plante, 3 specii de mamifere.